# تیرگوویشته
تیرگوویشته (به رومانیایی: Târgovişte) شهری واقع در شهرستان دمبوویتس در کشور رومانی است. جمعیت این شهر ۷۹٬۶۱۰ نفر است. در ارتفاع ۲۸۰ متر از سطح دریا واقع شده‌است.

## نگارخانه

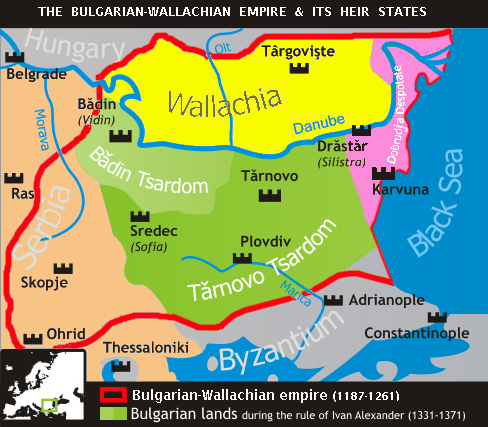
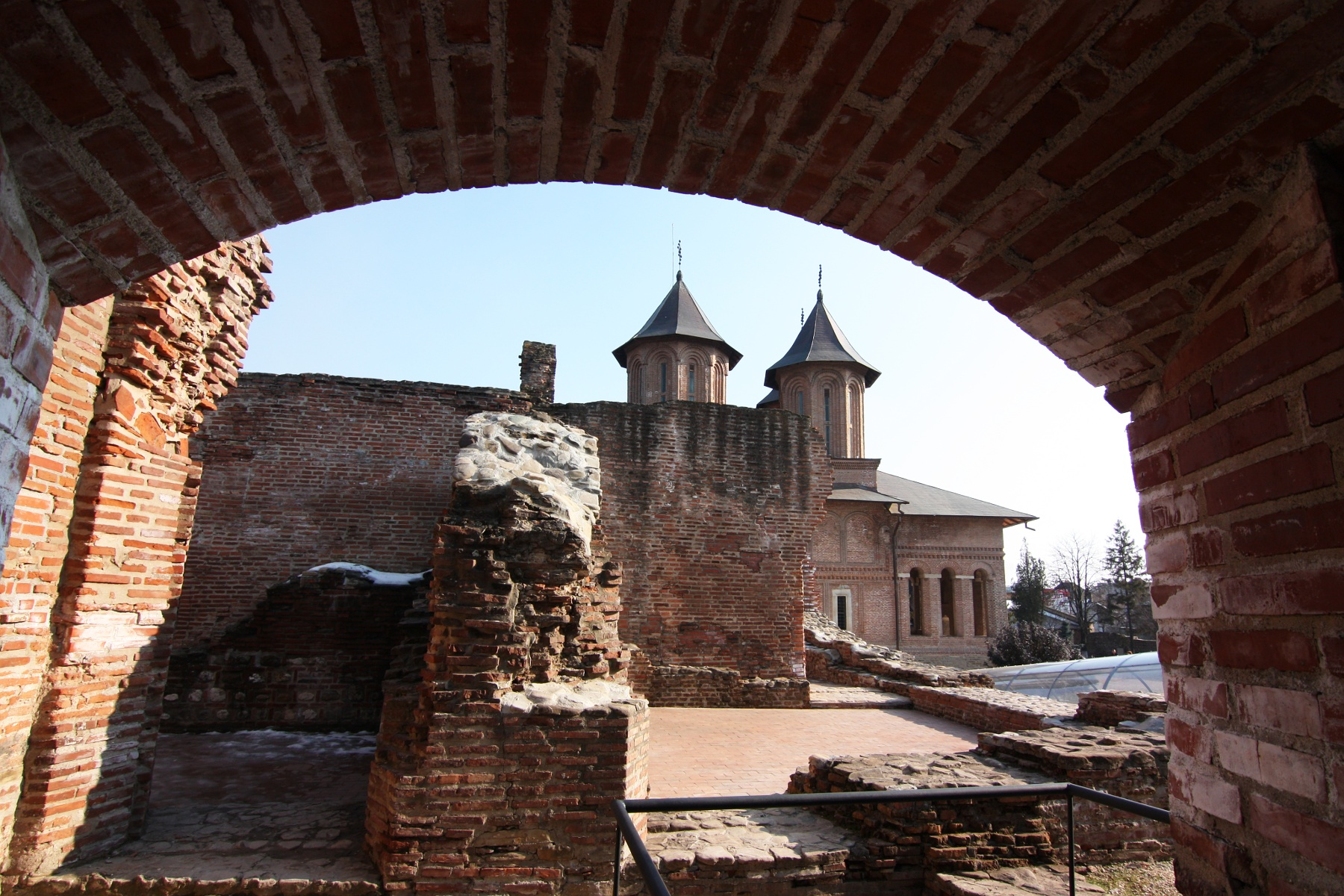
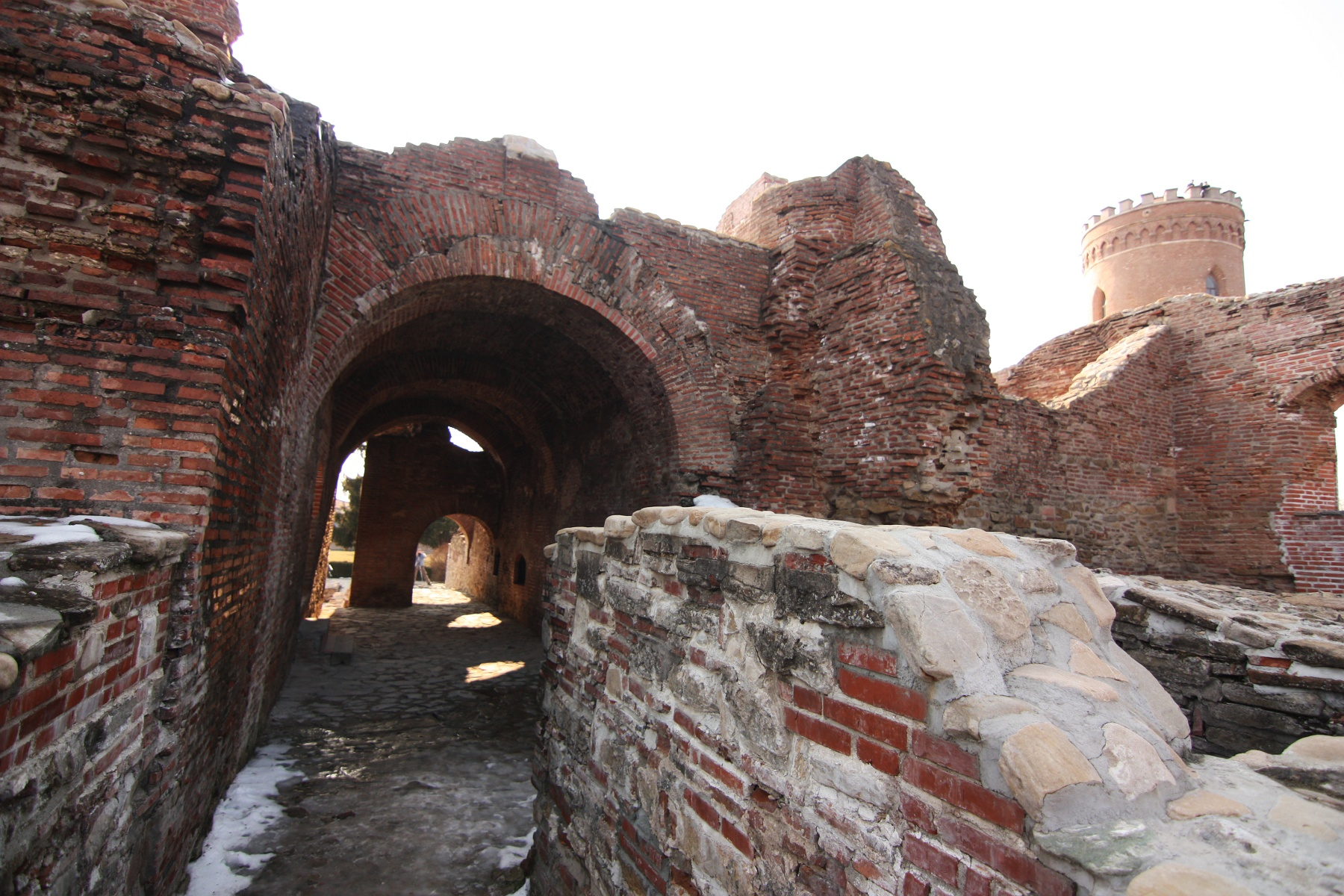

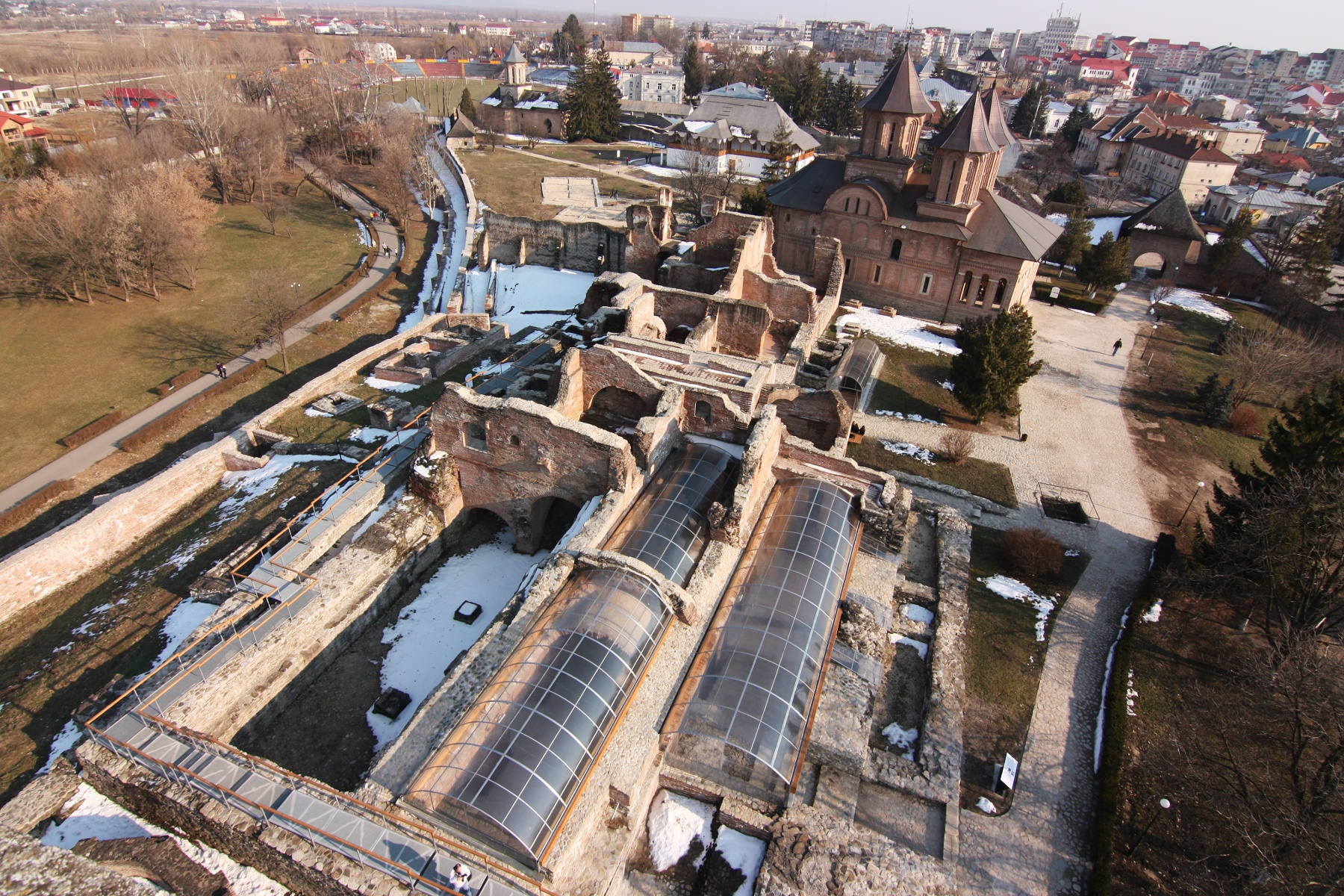
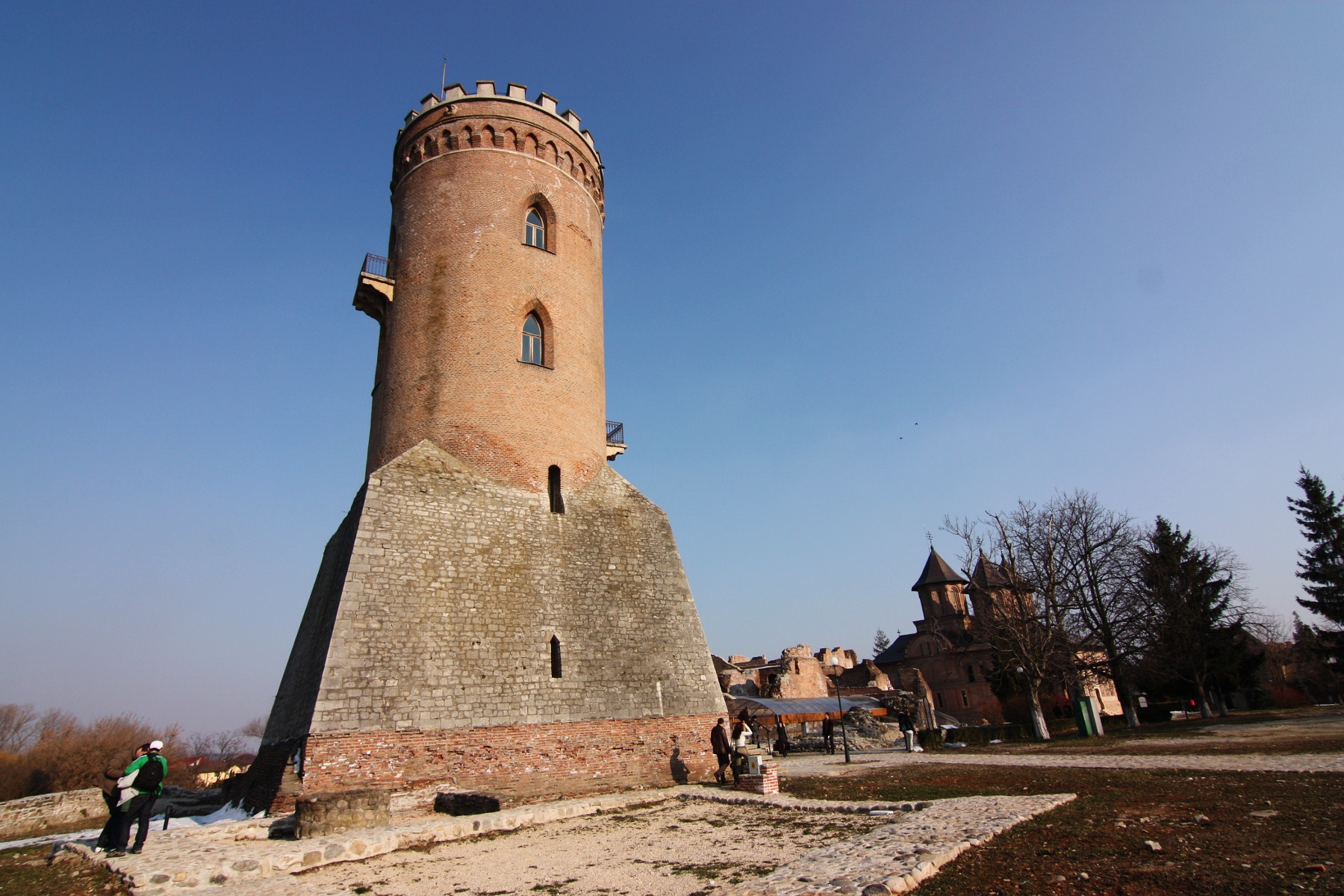
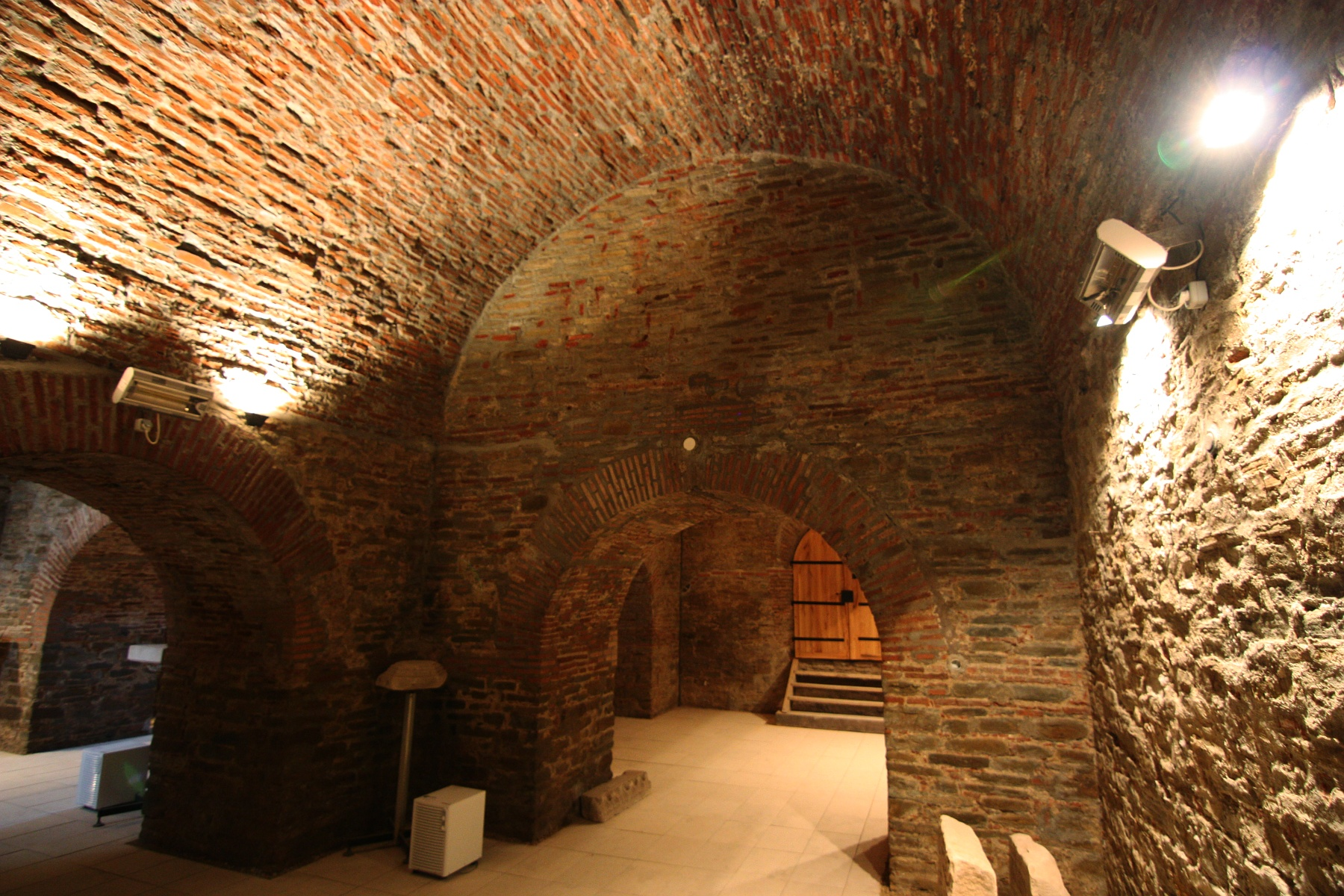

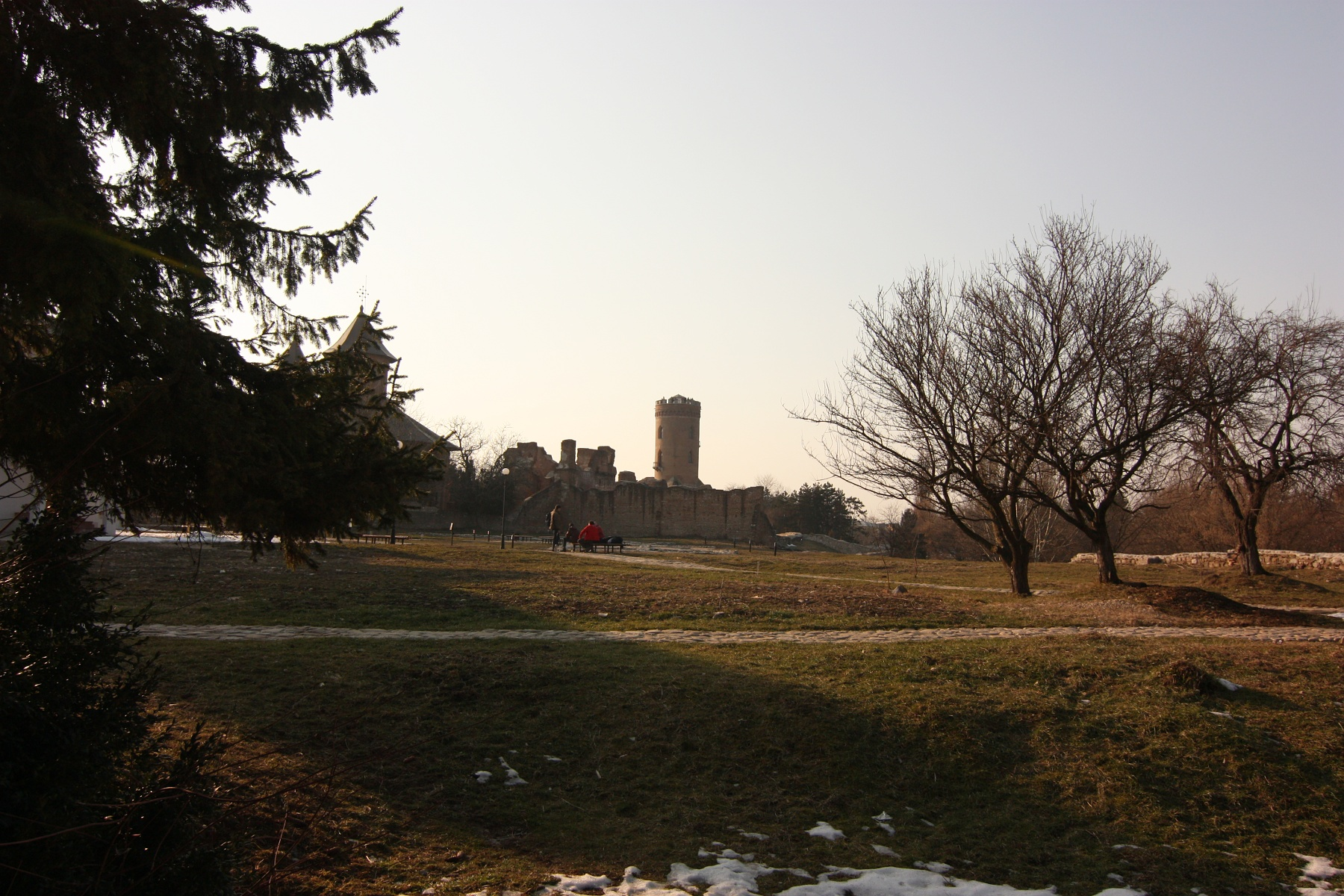
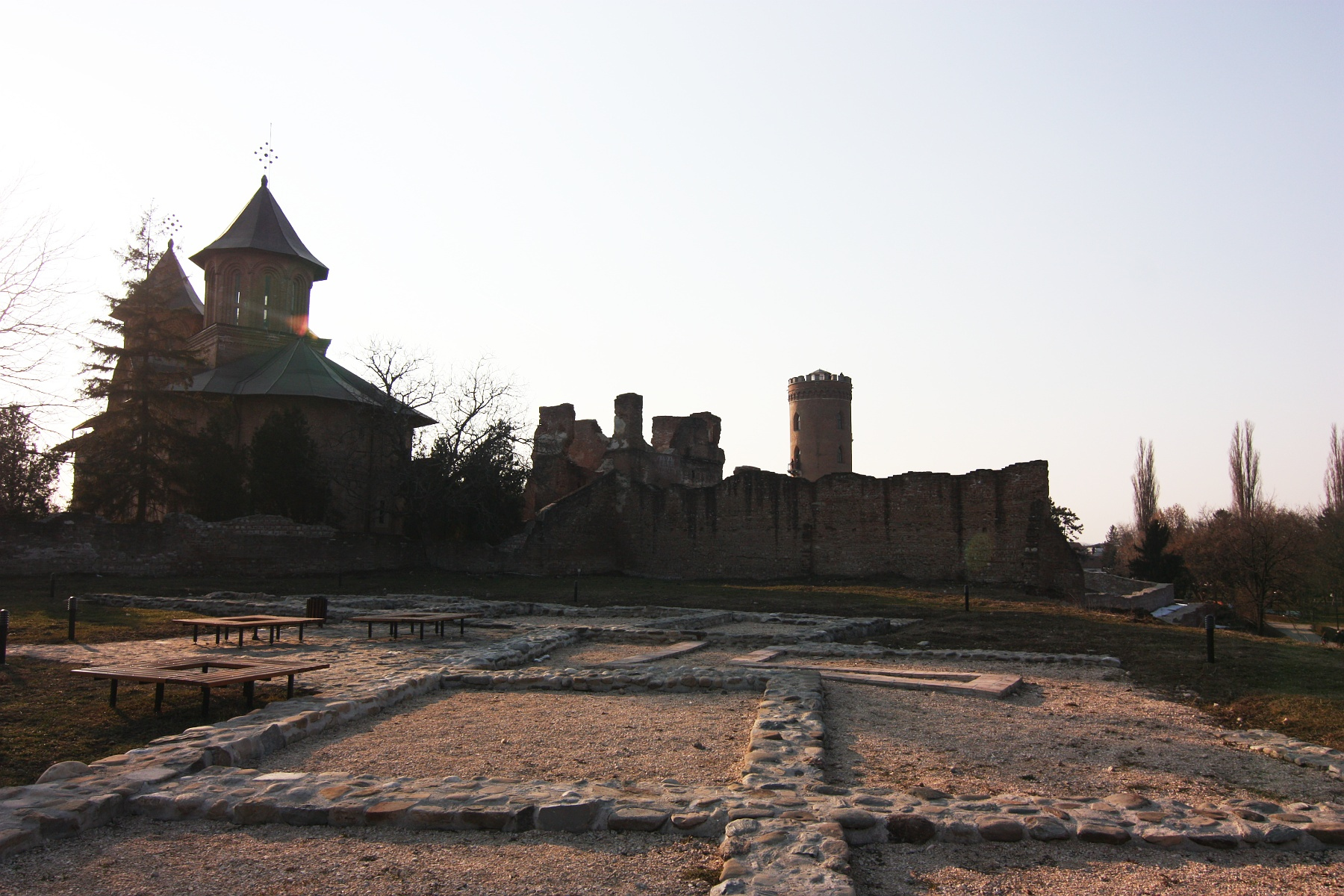